# Calle Blanca de los Ríos
La calle Blanca de los Ríos, anteriormente denominada Agujas, es una vía pública del casco histórico de la ciudad española de Sevilla.

## Descripción
La vía discurre desde la calle Francos a la confluencia de Álvarez Quintero y plaza del Salvador.
 Aparece descrita en la Noticia histórica del origen de los nombres de las calles de esta ciudad de Sevilla (1839) de Félix González de León con las siguientes palabras:

Calle Agujas. Pertenece al cuartel A y á la parroquia del Salvador. Esta calle ha tenido otros dos nombres, sin que se haya averiguado el origen de ninguno. En padrones antiguos la hallo nombrada calle Cochinos. En otro estado de calles se nombra de Martin Moron, y el que ahora lleva si no se deduce de que siendo muchas de sus casas tiendas de cordoneros de seda, y habiéndolo sido de traficantes en medias de punto de aguja, de ahí le hayan aplicado el nombre, no sé cual sea su origen. Es corta y no muy ancha, y pasa desde calle Francos al sitio de los Mercaderes.
(González de León, 1839, p. 157)